# محین خلیفه
محین خلیفه (انگلیسی: Muhain Khalifah؛ زادهٔ ۱۰ ژوئن ۱۹۹۴) یک بازیکن فوتبال است.